# Melaleuca interioris
Melaleuca interioris är en myrtenväxtart som beskrevs av Lyndley Alan Craven och Lepschi. Melaleuca interioris ingår i släktet Melaleuca och familjen myrtenväxter. Inga underarter finns listade i Catalogue of Life.